# Bard-lès-Pesmes
Pour les articles homonymes, voir Bard.
Bard-lès-Pesmes est une commune française située dans le département de la Haute-Saône, en Franche-Comté, dans la région administrative Bourgogne-Franche-Comté.

## Géographie

### Climat
Pour des articles plus généraux, voir Climat de la Bourgogne-Franche-Comté et Climat de la Haute-Saône.
En 2010, le climat de la commune est de type climat océanique dégradé des plaines du Centre et du Nord, selon une étude du Centre national de la recherche scientifique s'appuyant sur une série de données couvrant la période 1971-2000. En 2020, Météo-France publie une typologie des climats de la France métropolitaine dans laquelle la commune est exposée à un climat semi-continental et est dans une zone de transition entre les régions climatiques « Lorraine, plateau de Langres, Morvan » et « Jura ». 
Pour la période 1971-2000, la température annuelle moyenne est de 10,5 °C, avec une amplitude thermique annuelle de 17,6 °C. Le cumul annuel moyen de précipitations est de 922 mm, avec 12,6 jours de précipitations en janvier et 8,7 jours en juillet. Pour la période 1991-2020, la température moyenne annuelle observée sur la station météorologique de Météo-France la plus proche, « Cugney », sur la commune de Cugney à 12 km à vol d'oiseau, est de 11,2 °C et le cumul annuel moyen de précipitations est de 958,2 mm. 
La température maximale relevée sur cette station est de 40 °C, atteinte le 31 juillet 2020 ; la température minimale est de −17 °C, atteinte le 20 décembre 2009,,. 
Les paramètres climatiques de la commune ont été estimés pour le milieu du siècle (2041-2070) selon différents scénarios d'émission de gaz à effet de serre à partir des nouvelles projections climatiques de référence DRIAS-2020. Ils sont consultables sur un site dédié publié par Météo-France en novembre 2022.

## Urbanisme

### Typologie
Au 1er janvier 2024, Bard-lès-Pesmes est catégorisée commune rurale à habitat dispersé, selon la nouvelle grille communale de densité à sept niveaux définie par l'Insee en 2022.
Elle est située hors unité urbaine. Par ailleurs la commune fait partie de l'aire d'attraction de Besançon, dont elle est une commune de la couronne,. Cette aire, qui regroupe 310 communes, est catégorisée dans les aires de 200 000 à moins de 700 000 habitants,.

### Occupation des sols
L'occupation des sols de la commune, telle qu'elle ressort de la base de données européenne d’occupation biophysique des sols Corine Land Cover (CLC), est marquée par l'importance des territoires agricoles (79,8 % en 2018), une proportion identique à celle de 1990 (79,8 %). La répartition détaillée en 2018 est la suivante : 
terres arables (50,5 %), prairies (29,3 %), forêts (15,3 %), zones urbanisées (4,9 %). L'évolution de l’occupation des sols de la commune et de ses infrastructures peut être observée sur les différentes représentations cartographiques du territoire : la carte de Cassini (XVIIIe siècle), la carte d'état-major (1820-1866) et les cartes ou photos aériennes de l'IGN pour la période actuelle (1950 à aujourd'hui).

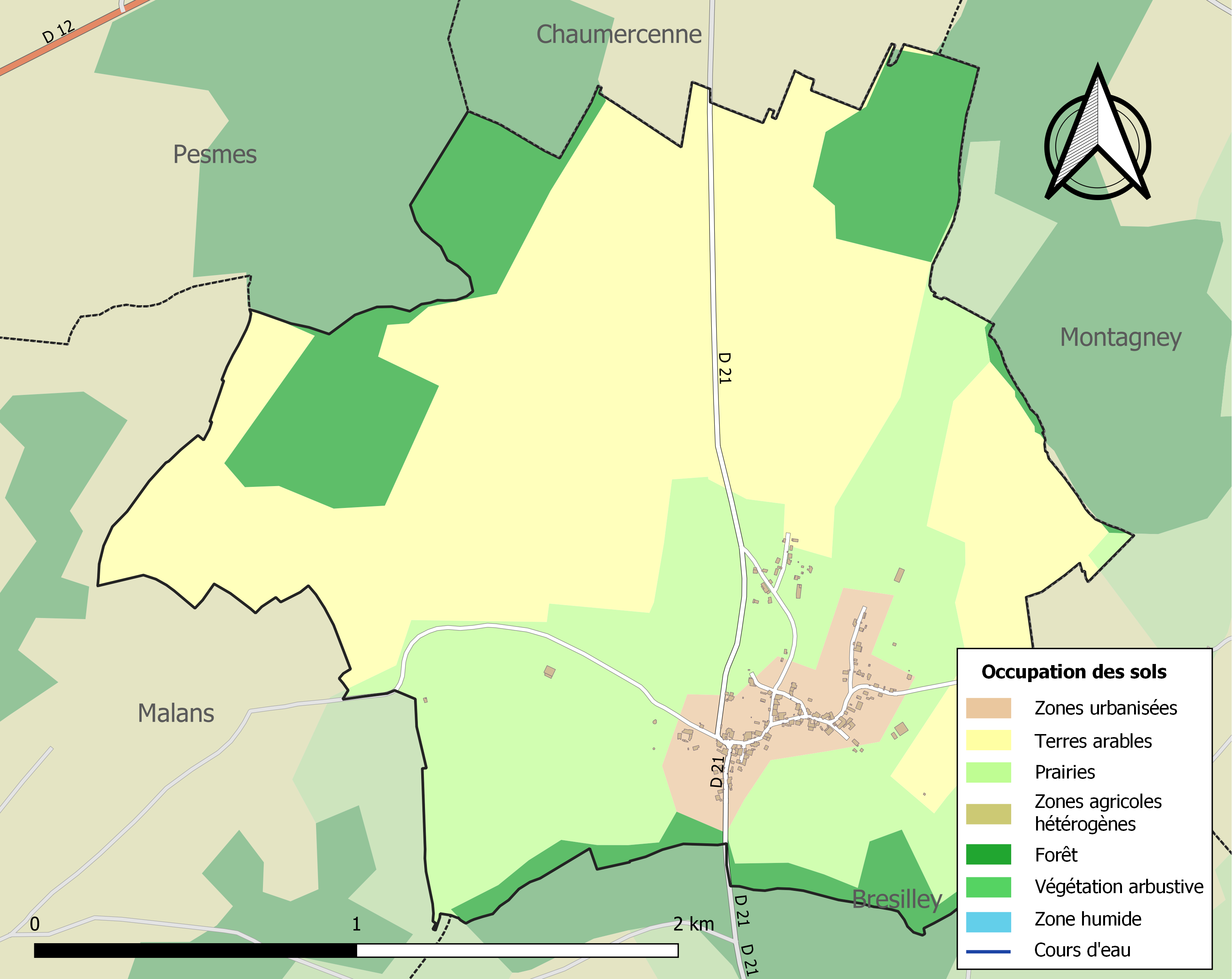
Carte des infrastructures et de l'occupation des sols de la commune en 2018 (CLC).

## Histoire
Bard-lès-Pesmes, dont le nom signifierait hauteur près de Pesmes, est aujourd’hui une commune paisible, peuplée d'une centaine d'âmes.
Le village existait déjà au XIIe siècle. À cette époque y était implantée une seigneurie qui était aux mains de la famille De Bard. Après l’extinction de cette dernière, celle-ci fut transmise à d’autres familles et finit par échoir, à l’aube de la Révolution, aux Choiseul-Stainville, seigneurs de Pesmes.
Une maison forte entourée de douves  existait au XIIe siècle. Elle a été transformée en ferme au XIXe siècle et témoigne aujourd’hui du passé seigneurial du village.
Il y a fort longtemps que le culte est célébré à Bard. Une confrérie de la Sainte-Vierge y existe depuis des siècles. L’église paroissiale qui tombait en ruines fut démolie puis entièrement reconstruite en 1753.
En 1776 et en 1784, les habitants et leur curé construisirent les deux chapelles de ce bâtiment servant au culte. Menacée de disparition à l’époque révolutionnaire, la paroisse subsista malgré tout et prit de l’importance au fil des ans. En 1880, deux cloches furent bénites et en 1933, l'abbé Signe fit ériger une statue de la Vierge sur les hauteurs du village ce qui, depuis ce temps, donne lieu à une procession chaque 15 août. La paroisse a été confiée au curé de Chaumercenne en 1944.
Le village, autrefois essentiellement composé de vignerons, connut des heures de gloire sous le Second Empire mais à la fin du XIXe siècle, dès 1888,, le phylloxera s’attaqua aux vignobles et fit la ruine des malheureux qui les entretenaient ; beaucoup de gens quittèrent la commune. Ceux qui restèrent se reconvertirent en agriculteurs.
Outre les nombreuses caves et une maison vigneronne très typée qui rappellent le passé viticole de la commune, on pourra remarquer à Bard des fermes fort anciennes, deux fontaines-lavoir, un joli pigeonnier du XIXe siècle, de vieux calvaires de pierre ainsi qu’une belle maison bourgeoise de la seconde moitié du XIXe siècle, autrefois propriété du sénateur Gras.

## Politique et administration

### Rattachements administratifs et électoraux
La commune fait partie de l'arrondissement de Vesoul du département de la Haute-Saône, en région Bourgogne-Franche-Comté. Pour l'élection des députés, elle dépend de la première circonscription de la Haute-Saône.
Elle faisait partie depuis 1793 du canton de Pesmes. Dans le cadre du redécoupage cantonal de 2014 en France, la commune est désormais rattachée au canton de Marnay.

### Intercommunalité
La commune faisait partie de la petite communauté de communes du val de Pesmes, créée par un arrêté préfectoral du 12 décembre 2002, et qui prenait la suite du Syndicat intercommunal de développement et d’aménagement du canton de Pesmes.
Dans le cadre des dispositions de la loi portant nouvelle organisation territoriale de la République (Loi NOTRe) du 7 août 2015, qui prévoit que les établissements publics de coopération intercommunale (EPCI) à fiscalité propre doivent avoir un minimum de 15 000 habitants (et 5 000 habitants en zone de montagnes), le préfet de la Haute-Saône a présenté en octobre 2015 un projet de révision du schéma départemental de coopération intercommunale (SDCI) qui prévoit notamment la scission de cette communauté de communes et le rattachement de certaines de ses communes à la communauté de communes du val marnaysien et les autres communes à celle du Val de Gray,.
Malgré l'opposition du Val de Pesmes, le SDCI définitif, approuvé par le préfet le 30 mars 2016, a prévu l'extension : 
- du Val Marnaysien aux communes de Bard-lès-Pesmes, Berthelange, Brésilley, Chancey, Chaumercenne, Courcelles-Ferrières, Corcondray, Etrabonne, Ferrières-les-Bois, Malans, Mercey-le-Grand, Montagney, Motey-Besuche, Villers-Buzon, portant le nouvel ensemble à 13 784 habitants, selon le recensement de 2013 ;
- Val de Gray aux communes d'Arsans, Broye-Aubigney-Montseugny, Chevigney, La Grande-Résie, La Résie-Saint-Martin, Lieucourt, Pesmes, Sauvigney-lès-Permes, Vadans, Valay et Venère, portant le nouvel ensemble à 20 807 habitants[24].

C'est ainsi que la commune est désormais membre depuis le  1er janvier 2017 de la communauté de communes du val marnaysien.

### Politique locale
Le 1er avril 2016, le quotidien l'Est Républicain annonce que les communes de Bresilley et Bard-lès-Pesmes envisagent de fusionner le 1er janvier 2017 pour former une commune nouvelle. Bien que le sujet soit crédible, il y a tout lieu de penser à une plaisanterie, au traditionnel poisson d'avril dans la presse.
En 1808, un projet sérieux de fusion avec le village voisin de Malans avait été envisagé par l'administration mais s'était heurté au vif refus des populations des deux communes.

### Liste des maires
| Période      | Période      | Identité                 | Étiquette | Qualité        |
| ------------ | ------------ | ------------------------ | --------- | -------------- |
| 1944         | 1945         | Louis-François Guillemot |           |                |
| mai 1945     | mars 1965    | Jean-Baptiste Ruffy      |           |                |
| mars 1965    | mars 1971    | Gaston Maillot           |           |                |
| mars 1971    | mars 1983    | Jean Maillot             |           |                |
| mars 1983    | juin 1995    | Jean Tissot              |           |                |
| juin 1995    | mars 2008    | Claude Rebeyre           |           |                |
| mars 2008    | mai 2020     | Christophe Henriet       |           |                |
| mai 2020     | juillet 2020 | Pascal Joannes           |           | Démissionnaire |
| juillet 2020 | En cours     | Christophe Henriet       |           |                |

## Démographie
L'évolution du nombre d'habitants est connue à travers les recensements de la population effectués dans la commune depuis 1793. Pour les communes de moins de 10 000 habitants, une enquête de recensement portant sur toute la population est réalisée tous les cinq ans, les populations de référence des années intermédiaires étant quant à elles estimées par interpolation ou extrapolation. Pour la commune, le premier recensement exhaustif entrant dans le cadre du nouveau dispositif a été réalisé en 2005.

En 2022, la commune comptait 136 habitants, en évolution de −6,21 % par rapport à 2016 (Haute-Saône : −1,4 %, France hors Mayotte : +2,11 %).
| 1793 | 1800 | 1806 | 1821 | 1831 | 1836 | 1841 | 1846 | 1851 |
| ---- | ---- | ---- | ---- | ---- | ---- | ---- | ---- | ---- |
| 317  | 300  | 388  | 377  | 382  | 383  | 373  | 386  | 382  |

| 1856 | 1861 | 1866 | 1872 | 1876 | 1881 | 1886 | 1891 | 1896 |
| ---- | ---- | ---- | ---- | ---- | ---- | ---- | ---- | ---- |
| 395  | 388  | 411  | 381  | 388  | 320  | 311  | 269  | 246  |

| 1901 | 1906 | 1911 | 1921 | 1926 | 1931 | 1936 | 1946 | 1954 |
| ---- | ---- | ---- | ---- | ---- | ---- | ---- | ---- | ---- |
| 233  | 222  | 220  | 177  | 151  | 145  | 158  | 124  | 128  |

| 1962 | 1968 | 1975 | 1982 | 1990 | 1999 | 2005 | 2006 | 2010 |
| ---- | ---- | ---- | ---- | ---- | ---- | ---- | ---- | ---- |
| 112  | 97   | 86   | 86   | 88   | 94   | 119  | 119  | 128  |

| 2015 | 2020 | 2022 | - | - | - | - | - | - |
| ---- | ---- | ---- | - | - | - | - | - | - |
| 144  | 136  | 136  | - | - | - | - | - | - |

## Culture locale et patrimoine

### Lieux et monuments

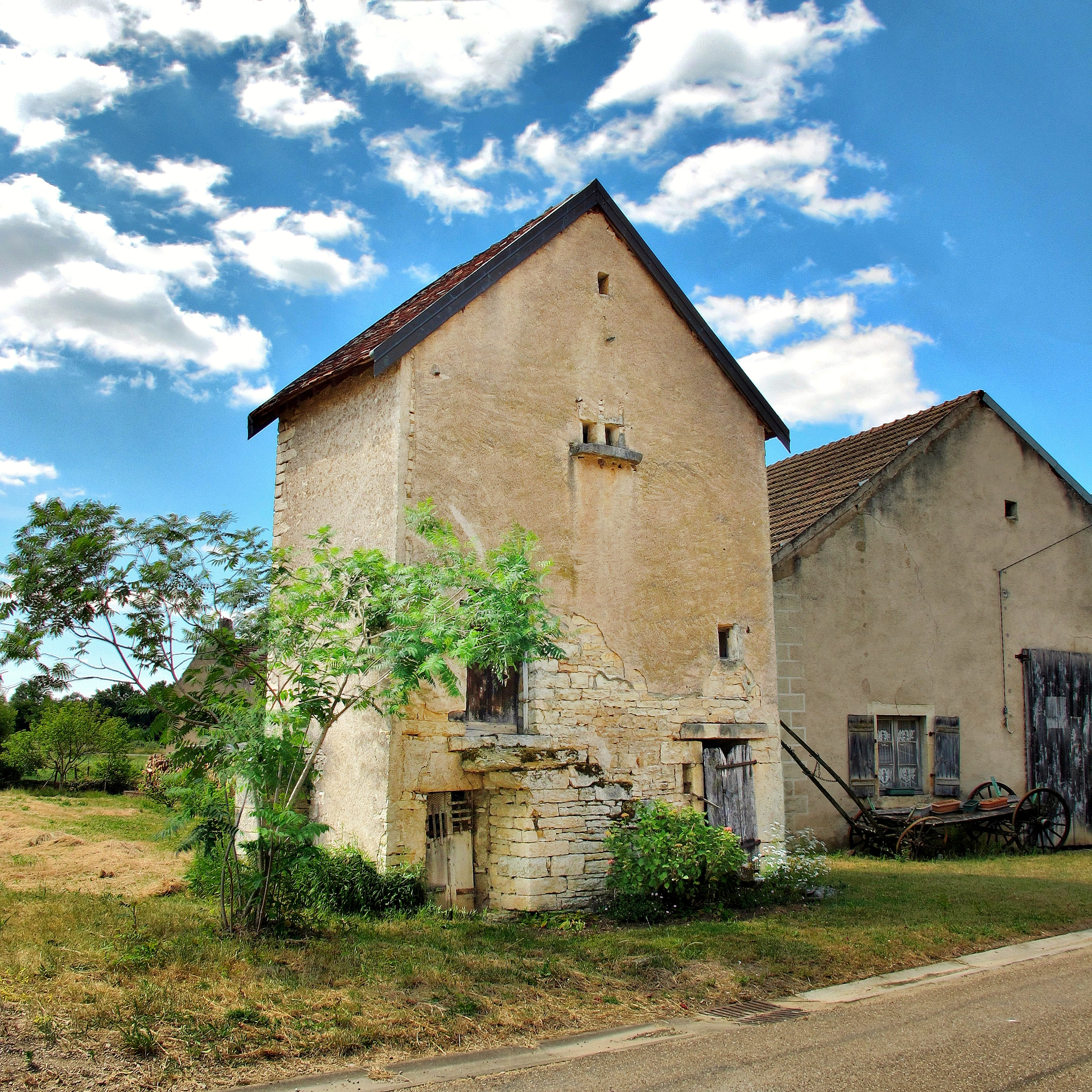
Le pigeonnier.
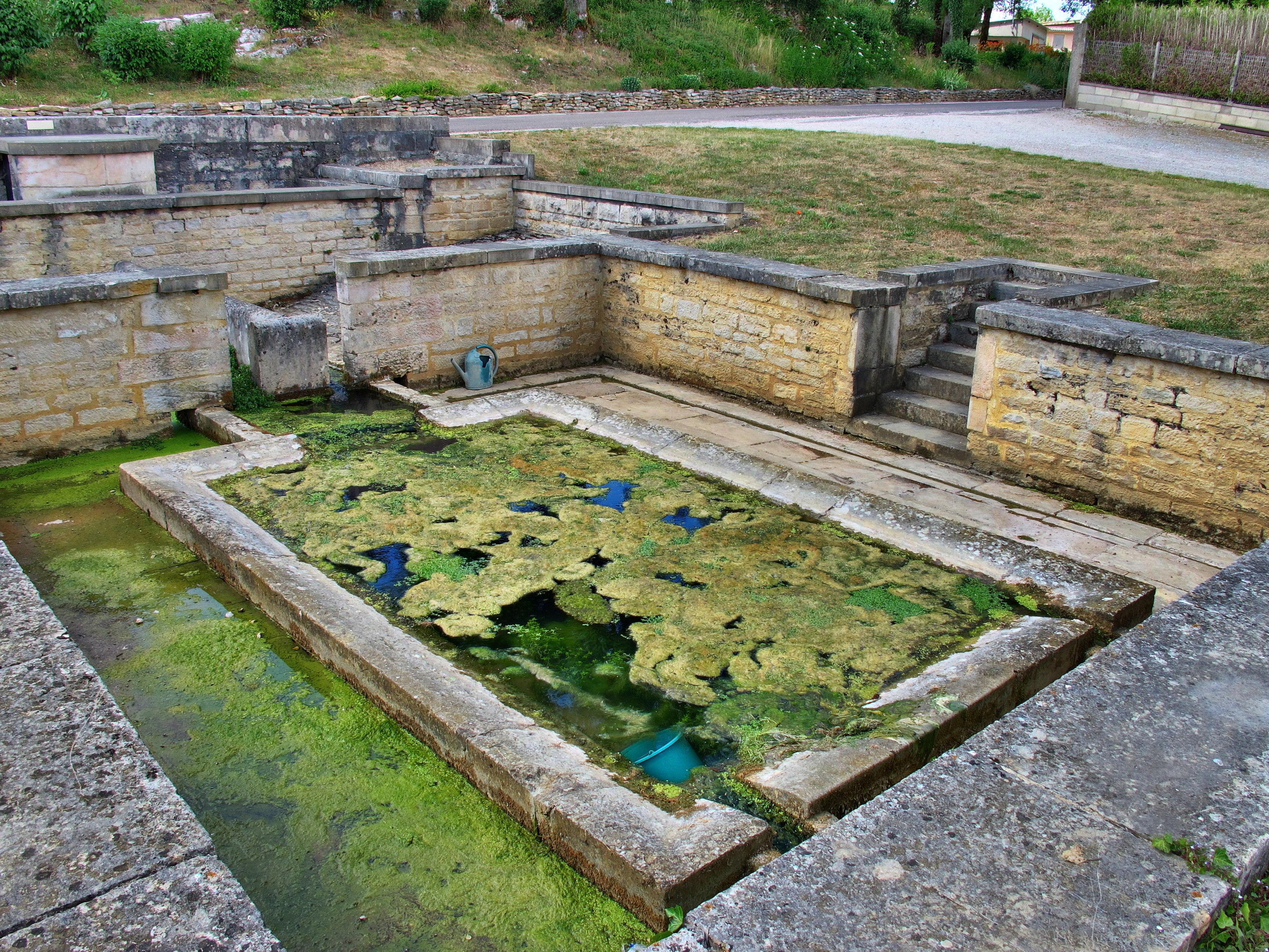
Le lavoir.

Plusieurs bâtiments recensés dans la base Mérimée : 
- L'église Saint-Ferréol-et-Saint-Ferjeux[31] et ses deux chapelles : chapelle de l’Immaculée-Conception et chapelle Saint-Joseph.

- Une maison de vigneron[33] du XVIIIe siècle avec escalier de distribution extérieur.
- Un pigeonnier[34] du XIXe siècle avec escalier de distribution extérieur.
- Un moulin[35] du XVIIIe siècle.
- Nombreuses fermes[36] typiques de la Haute-Saône des XVIe au XXe siècle.

- Le pigeonnier.
- Le lavoir.

### Personnalités liées à la commune
C’est à Bard que naquit en 1846 le R.P. Célestin Ramot, religieux qui tint un rôle très important dans l’histoire des missionnaires du Sacré-Cœur d’Issoudun. C’est là également que vint prendre épouse (Jeanne Fouiller), en 1808, le capitaine d’Empire Anne Emmanuel Blanc, fils du député Jean Denis Ferréol Blanc, avocat au parlement de Besançon qui se fit connaître en publiant des pamphlets contre Mirabeau (mort le 16 juillet 1789).

### Héraldique
| Blason de Bard-lès-Pesmes | Blason  | Coupé émanché de deux pièces : au 1er d'argent à la tête de loup arrachée de sable et lampassée de gueules, accostée de deux croisettes recroisetées au pied fiché de sable, au 2nd de gueules plain. |
| Blason de Bard-lès-Pesmes | Détails | Le statut officiel du blason reste à déterminer. |